# Budynek przy ul. Mickiewicza 7 w Toruniu
Budynek przy ul. Mickiewicza 7 w Toruniu (Dom Vesty) – dawny dom mieszkalny na Bydgoskim Przedmieściu, należący do Domu Towarzystwa Wzajemnych Ubezpieczeń od Ognia i Gradobicia Vesta. Powstał w latach 1934–1935 roku według projektu Wery i Kazimierza Sylwestrowiczów i pierwotnie należał do poznańskiego Towarzystwa Wzajemnych Ubezpieczeń od Ognia i Gradobicia Vesta.
Budynek figuruje w gminnej ewidencji zabytków (nr 936).